# Bannur, Sedam
Bannur là một làng thuộc tehsil Sedam, huyện Gulbarga, bang Karnataka, Ấn Độ.